# Madalin (Grande-Pologne)
Pour les articles homonymes, voir Madalin.
Madalin est une localité polonaise de la gmina de Lisków, située dans le powiat de Kalisz en voïvodie de Grande-Pologne.